# 奧林匹克體育中心-游泳館
奧林匹克體育中心-游泳館（葡萄牙語：Centro Desportivo Olímpico - Piscina Olímpica；簡稱游泳館，曾稱澳門奧林匹克游泳館）位於澳門氹仔體育路148號，鄰近奧林匹克體育中心-運動場，是澳門唯一一個符合國際游泳總會標準的室內游泳體育場館。

## 位置
奧林匹克體育中心游泳館是位於澳門氹仔體育路148號，是奧林匹克體育中心其中一座體育場館；毗鄰奧林匹克體育中心-運動場、奧林匹克體育中心-戶外天地、奧林匹克體育中心-曲棍球場、奧林匹克體育中心多層停車場。

## 歷史

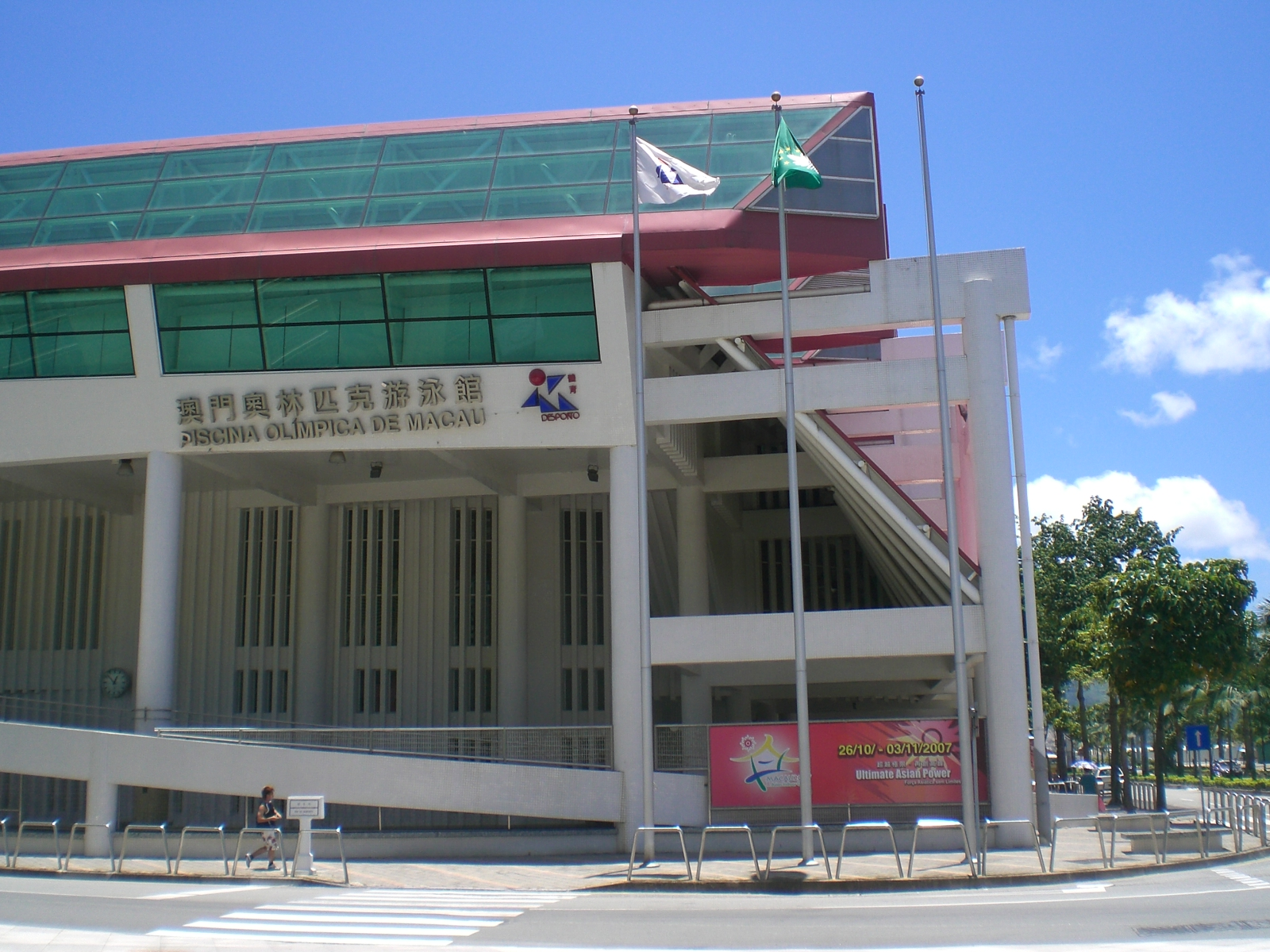
啟用時稱“澳門奧林匹克游泳館”

澳門奧林匹克游泳館（葡萄牙語：Piscina Olímpica de Macau）於1998年開始設計，並根據國際游泳總會在1993年的標準指引而設計；及後因國際游泳總會不斷更新場館標準，為了符合其2001年所制訂的標準，而需要更改設計和添置設備。
澳門特區政府於2000年7月7日起耗資超過1億8,600萬澳門元興建澳門奧林匹克游泳館；同日，澳門運輸工務司司長歐文龍及澳門社會文化司司長崔世安、體育發展局局長蕭威利、土地工務運輸局局長賈利安等為該游泳館主持奠基儀式。同年12月29日起動工。根據第99/2002號社會文化司司長批示，澳門奧林匹克游泳館於2002年12月24日起被列入在體育發展局轄下的體育設施列表之內。
澳門奧林匹克游泳館於2002年年底落成並進行驗收；澳門奧林匹克游泳館於2003年3月28日先進行宗教祈福儀式；隨後的牌匾揭幕典禮由澳門行政長官何厚鏵主持；這意味著澳門奧林匹克游泳館成為澳門東亞運動會比賽場地中第一座峻工並投入使用；開幕時，第四屆東亞運動會澳門組織委員會特別邀請以田亮、郭晶晶為首的中國國家跳水隊以及中國國家游泳隊進行獻技。
澳門奧林匹克游泳館於2005年至2007年分別主辦第四屆東亞運動會、第一屆葡語系運動會以及第二屆亞洲室內運動會。澳門審計署於2007年6月26日發表《澳門奧林匹克游泳館的興建工程》衡工量值式審計報告中指出澳門奧林匹克游泳館超支近50%外，還指出興建場館時的部門之間缺乏溝通、監督及財務安排等問題。
多支國家奧運代表隊在2008年北京奧運舉辦前於澳門奧林匹克游泳館行封閉式訓練，為該屆奧運作最後備戰。根據《澳門特別行政區公報》第100/2010號社會文化司司長批示重新公佈體育發展局管轄的體育設施附表中把澳門奧林匹克游泳館於2010年7月13日起被正名為奧林匹克體育中心-游泳館。

## 設施
奧林匹克體育中心-游泳館由設計師雅迪設計，設計特色包括善用自然光線、採用全臭氧式水處理系統及利用鍋爐多餘熱量以作調節場館溫度；整座游泳館佔地面積約10,172平方米，是作為澳門游泳運動員的訓練場地之一。
游泳館設有可容納1,491個座位的室內泳池；室內泳池除了設有一個50米乘25米並有10條以電子計時接觸水淒的標準泳池外，也設有一個长寬均達25米可作1米、3米、5米、7.5米及10米作跳水使用的泳池，而該泳池內設有專門處理水質及可改變水深達5米的調校系統。游泳館除了安裝一座可顯示100米範圍內比賽結果等內容的大型熒光幕外，也設有一個35.5米乘8.5米的多功能室、8個更衣室、按摩池、健身室、浴室洗手間等設施；此外，游泳館也設有160多個車位。

## 收費

### 室內泳池-50米和25米泳池
| 個人收費               | 個人收費 | 團體收費      | 團體收費                |
| 類別                   | 門票     | 時段          | 收費                    |
| ---------------------- | -------- | ------------- | ----------------------- |
| 公眾18歲或以上         | $20      | 6月至9月      | $500（每線收費$100）    |
| 18歲以下或持頤老咭人士 | $10      | 10月至翌年5月 | $ 1,000（每線收費$150） |
| 持有學生證之使用者     | $12      |               |                         |

### 多功能室
| 團體收費     | 團體收費 | 團體收費 |
|              | 中       | 大       |
| ------------ | -------- | -------- |
| 日間(每小時) | $200     | $ 400    |
| 晚間(每小時) | $200     | $ 400    |

### 健身室
| 團體收費     | 團體收費     |
| 日間(每小時) | 晚間(每小時) |
| ------------ | ------------ |
| $50          |              |

### 蒸汽浴室（濕/乾）
| 團體收費     | 團體收費     |
| 日間(每小時) | 晚間(每小時) |
| ------------ | ------------ |
| $50/間       |              |

## 交通

### 公共巴士
T347 運動場／體育中心（Estádio / Centro Desportivo）
路線：25B、26A、35、72、102X、MT1、MT3、N6

### 輕軌
█  氹仔線運動場站（A出入口）

## 備註
1. 1 2  當局預算斥資125,449,297.1澳門元興建，但最終造價以186,856,387.90澳門元興建，超支超過6000萬（48.9%）[4]
2. ↑  1,491個座位的觀眾席佔有1,163個，而嘉賓席則佔328個[3]

## 外部連結
- 公共體育設施網絡 - 奧林匹克體育中心 - 游泳館 （页面存档备份，存于）